# Clubiona leucaspis
Clubiona leucaspis là một loài nhện trong họ Clubionidae.
Loài này thuộc chi Clubiona. Clubiona leucaspis được Eugène Simon miêu tả năm 1932.

## Hình ảnh

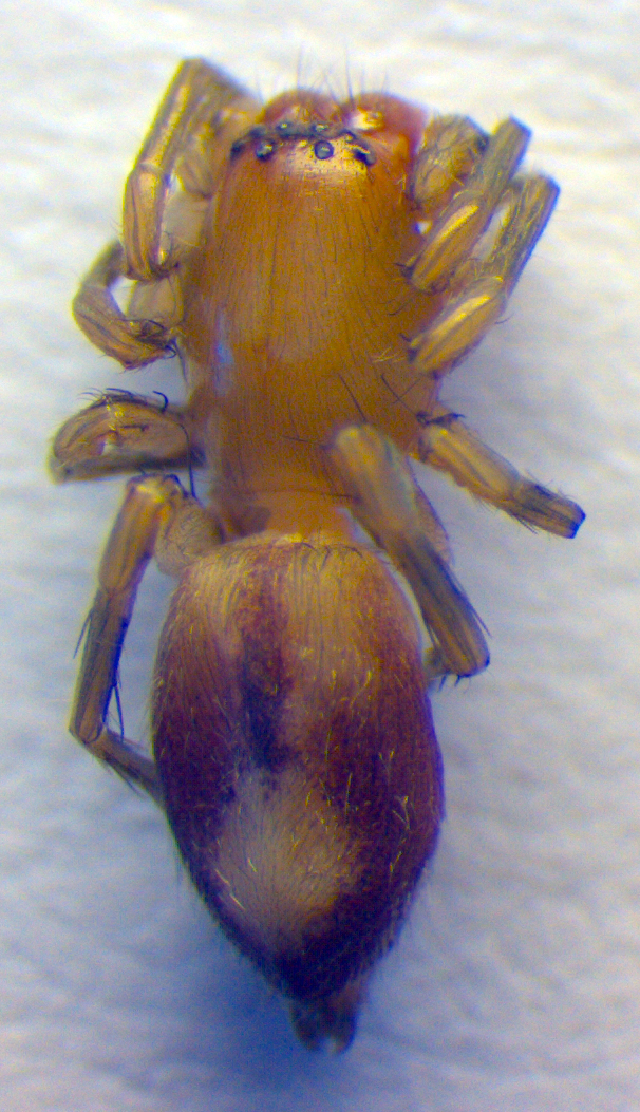